# Газпром трансгаз Волгоград
ООО «Газпром трансгаз Волгоград» (до 2008 — ООО «Волгоградтрансгаз»). Протяжённость магистральных газопроводов компании составляет более 7 тысяч километров действующих и 3 тысячи километров строящихся, они проходят по территориям Астраханской, Волгоградской, Воронежской, Ростовской, Тамбовской областей, а также по территории Республики Калмыкия.

## История
Начало геологического изучения Нижнего Поволжья уходит в далекую старину: путешествия Палласа и Лепахина (1718—1777 гг.), экспедиция Мурчисона (1841 г.), маршрутные исследования по реке Волге Н. Барбот-де-Марни (1861 г.) — все они привнесли свою лепту в разведке недр этого региона. В настоящее время эти работы имеют только историческую ценность.
Непосредственным началом развития газовой промышленности Волгоградской области явился ввод в разработку Арчединского газового месторождения. 4 октября 1946 года из скважины № 1 — «Арчединской» с глубины 534 м ударил первый газовый фонтан, который и послужил решающим толчком для поисково-разведочных работ в Нижнем Поволжье. Вскоре после этого были открыты Линевское, Саушинское, Верховское, Коробковское и Абрамовское месторождения.
А уже в декабре 1953 года было закончено строительство первого в Волгоградской области магистрального газопровода «Арчеда-Сталинград» протяженностью 123 км из труб диаметром 300 мм. И в ознаменование 36-й годовщины Великой Октябрьской социалистической революции в городе Сталинграде был зажжен первый газовый факел на СталГРЭС, и введена в строй первая газораспределительная станция ГРС-1. Это положило начало развитию газификации города и области.
1 августа 1965 года в соответствии с приказом государственного производственного комитета СССР по газовой промышленности от 17 июля 1965 года № 385 было образовано Волгоградское управление магистральных газопроводов (ВУМГ), начальником которого был назначен Каспаров Андрей Аршакович.
К моменту образования Волгоградского управления магистральных газопроводов протяженность газопроводов составляла 1216 км с транспортом газа — 10,8 млрд м³ газа в год. Газификация области осуществлялась через 27 газораспределительных станций. ВУМГ имел две компрессорные станции: Жирновскую и Логовскую. Среднесписочная численность работающих составляла 741 человек.

## Структура
В состав компании входят 22 структурных подразделения:
- Администрация, г. Волгоград;
- Палласовское линейное производственное управление магистральных газопроводов: Волгоградская область, Палласовский район, посёлок Новостройка;
- Антиповское линейное производственное управление магистральных газопроводов: Волгоградская область, Камышинский район, село Антиповка;
- Фроловское линейное производственное управление магистральных газопроводов: Волгоградская область, Фроловский район, х. Новая Паника;
- Усть-Бузулукское линейное производственное управление магистральных газопроводов: Волгоградская область, Алексеевский район, станица Усть-Бузулукская;
- Сохрановское линейное производственное управление магистральных газопроводов: Ростовская область, Чертковский район, село Сохрановка;
- Калининское линейное производственное управление магистральных газопроводов: Ростовская область, Шолоховский район, хутор Калининский;
- Бубновское линейное производственное управление магистральных газопроводов: Волгоградская область, Урюпинский район, хутор Бубновский;
- Калачеевское линейное производственное управление магистральных газопроводов: Воронежская область, Калачеевский район, Пригородное сельское поселение;
- Писарёвское линейное производственное управление магистральных газопроводов: Воронежская область, Кантемировский район, село Писарёвка;
- Логовское линейное производственное управление магистральных газопроводов: Волгоградская область, Иловлинский район, село Лог;
- Городищенское линейное производственное управление магистральных газопроводов: Волгоградская область, г. Волгоград, микрорайон Гумрак;
- Волгоградское линейное производственное управление магистральных газопроводов: Волгоградская область, Калачёвский район, пос. Комсомольский;
- Котельниковское линейное производственное управление магистральных газопроводов: Волгоградская область, Котельниковский район, посёлок имени Ленина;
- Ольховское линейное производственное управление магистральных газопроводов: Волгоградская область, Ольховский район, село Зензеватка;
- Жирновское линейное производственное управление магистральных газопроводов: Волгоградская область, Жирновский район, рабочий посёлок Линёво;
- Инженерно-технический центр: г. Волгоград;
- Учебно-производственный центр: Волгоградская область, г. Фролово, мкрн. Заречный;
- Управление по эксплуатации зданий и сооружений: г. Волгоград;
- Управление материально-технического снабжения и комплектации: г. Волгоград;
- Управление организации восстановления основных фондов: г. Волгоград;
- Управление аварийно-восстановительных работ: г. Волгоград.

## Руководство
Генеральный директор ООО «Газпром трансгаз Волгоград» — Юрий Александрович Марамыгин.